# 水曜夜のエンターテイメントバトル エンタX
水曜夜のエンターテイメントバトルエンタX（すいようよるのえんたていめんとばとるえんたエックス）は、2017年10月5日（10月4日深夜）から2018年3月29日（3月28日深夜）まで、テレビ東京で木曜日1時35分から2時5分（水曜日深夜）に放送されていた音楽番組系バラエティ番組。

## 概要
次世代を担うミュージシャンやYouTuberを対決形式で発掘する。ミュージシャン同士による音楽バトルでは3週勝ち抜きでグランドチャンピオン大会進出。
YouTuberバトルコーナーでは、レギュラーYouTuberのうちの1名をゲストYouTuberが指名し動画対決を行い、街角の一般人の方々に判定してもらう。

## 出演者

### 司会
- 古坂大魔王
- Niki[1][注 1]

### レギュラーYouTuber
全員がE-DGEに所属している。
- デカキン
- MEGWIN
- 明日香
- 足の裏

### 音楽バトル審査員
- 上野拓朗（Rolling Stone Japan）
- 加藤一陽（音楽ナタリー）

マンスリー審査員
- たなしん（グッドモーニングアメリカ）、渡邊幸一（グッドモーニングアメリカ）、真矢（LUNA SEA）-2017年10月[2]
- やついいちろう（エレキコミック）、もふくちゃん、中島ヒロト-2017年11月
- ホリエアツシ（ストレイテナー）、藤田琢己、もふくちゃん-2017年11月30日放送分及び2017年12月

### 放送リスト
| 回 | 放送日時       | 勝者                    | 敗者                         | ゲスト審査員               | 観覧ゲスト                         |
| -- | -------------- | ----------------------- | ---------------------------- | -------------------------- | ---------------------------------- |
| 1  | 2017年 10月5日 | ワタナベマホト The Mash | MEGWIN 春六                  | 80代女性                   | 矢口真里、グッドモーニングアメリカ |
| 2  | 10月12日       | The Mash マックスむらい | 谷川POPゴリラ 明日香         | 60代女性                   | 矢口真里                           |
| 3  | 10月19日       | The Mash デカキン       | 太田ひな カネマン            | 治田勝利                   | 矢口真里、グッドモーニングアメリカ |
| 4  | 10月26日       | SILVERTREE 森崎アリス   | レインボー×レインボー 足の裏 | ななこ                     | 矢口真里                           |
| 5  | 11月2日        | SILVERTREE MEGWIN       | ROKI ジョー                  | 岡真世                     | 池田美優                           |
| 6  | 11月9日        | SILVERTREE デカキン     | 雨オンナ みっきー            | なごみちゃん               | 池田美優                           |
| 7  | 11月16日       | 明日香 Leftover         | めがね ゆいにしお            | 香墨瑚春                   | 池田美優、CIVILIAN                 |
| 8  | 11月23日       | Leftover 足の裏         | Theスーパークール ぬーん     | Mignon                     | 池田美優、CIVILIAN                 |
| 9  | 11月30日       | LASTGASP                | Leftover                     | こうしゅん、ひろと、ゆうき | 井上苑子、ロシアン佐藤             |
| 10 | 12月7日        |                         |                              |                            |                                    |

## スタッフ
- TP：椙本晃一
- TD：吉田和雄
- カメラ：高村和隆
- VE：佐久間元貴
- VTR：浦崎二奈
- 音声：小野文之
- PA：唐松秀弥
- 照明：塚生崇
- 美術：小谷恵
- 音響効果：村山達彦
- CG：デジデリック
- メイク：山田かつら
- 編集：菊地和美
- MA：田村陽介
- 協力：テクノマックス、サンフォニックス、テレビ東京アート、3one、タムコほか
- 作家：たけちまるぽこ、すのはら、稲村ジェーン
- デスク：秋場香織
- AD：塩田綾子、小野慎太郎、山田和希
- ディレクター：中川大輔、原正之、河津睦樹、水代麻里
- 演出：黒田豊秋
- アソシエイトプロデューサー：夷正行、小野勇樹、井上陽平、長沼将樹、友高要次
- プロデューサー：山田耕三（PROTX）、植木栄次、角田陽一郎
- 制作協力：エムファーム
- 製作著作：テレビ東京制作